# Camponotus brevis
Camponotus brevis é uma espécie de inseto do gênero Camponotus, pertencente à família Formicidae.